# Cuniculina obnoxia
Cuniculina obnoxia är en insektsart som beskrevs av Brunner von Wattenwyl 1907. Cuniculina obnoxia ingår i släktet Cuniculina och familjen Phasmatidae. Inga underarter finns listade i Catalogue of Life.